# Pellworm (Gemeinde)

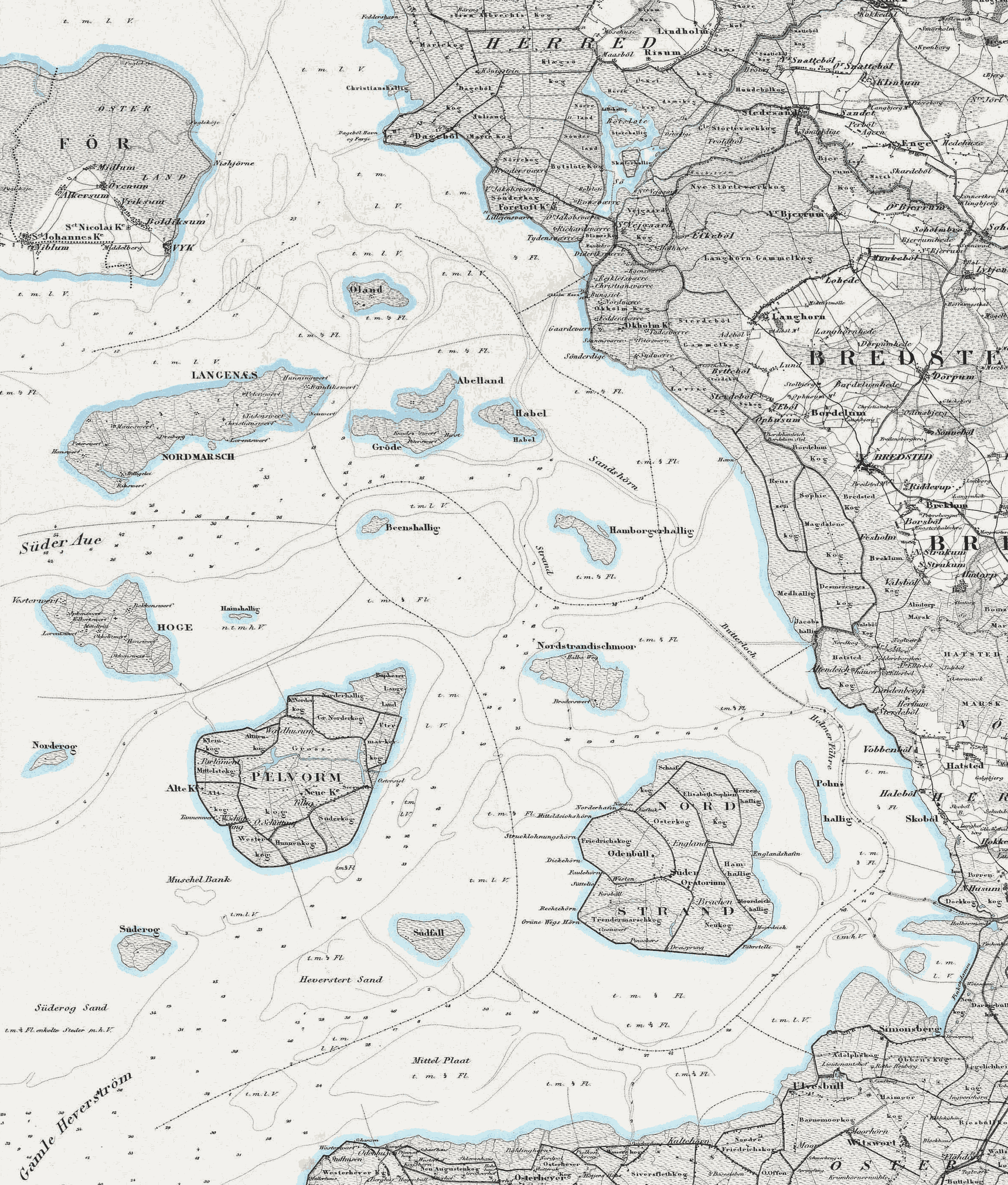
Die Karte zum Stand 1850 zeigt die Köge von Pellworm, mit Ausnahme des 1939 eingedeichten Bupheverkoogs

Pellworm (Betonung auf der zweiten Silbe; dänisch Pelvorm, friesisch Polweerm, Pälweerm) ist eine Gemeinde im Kreis Nordfriesland in Schleswig-Holstein.
Das Gemeindegebiet umfasst, neben dem Gebiet der Insel Pellworm, ebenfalls die Gebiete der Halligen Süderoog und Südfall.
Die Gemeinde ist ein anerkanntes See- und Seeheilbad.

## Geographie
Die Insel Pellworm gliedert sich in Köge: Alter Koog, Bupheverkoog, Großer Koog, Großer Norderkoog, Hunnenkoog, Johann-Heimreich-Koog, Kleiner Koog, Kleiner Norderkoog, Mittelster Koog, Ostersielkoog, Süderkoog, Ütermarkerkoog und Westerkoog. Nicht eingedeichte Gebiete liegen im Norden (Norderhallig oder Norder-Hallig) sowie beim Ostersiel im Osten (Junkernhallig oder Junkern-Hallig).
Es gibt darin 14 Ortsteile: Alte Kirche, Hooger Fähre, Junkersmitteldeich, Klostermitteldeich, Nordermitteldeich, Osterschütting, Parlament, Seegarden, Schmerhörn, Südermitteldeich, Tammensiel, Tilli, Waldhusen und Westerschütting. Der Hauptort der Gemeinde Pellworm ist Tammensiel im Osten.

## Politik

### Gemeindevertretung
Bei der Kommunalwahl am 14. Mai 2023 wurden insgesamt 11 Sitze vergeben. Von diesen erhielten die CDU und die SPD 4 Sitze, die Wählergemeinschaft 2 Sitze und die Grünen einen Sitz.

### Bürgermeister
Von 1990 bis 2005 war Jürgen Feddersen (CDU) Bürgermeister der Gemeinde Pellworm. Seit 2000 war er zugleich Mitglied des Landtages von Schleswig-Holstein. Ihm folgte von 2005 bis 2013 Klaus Jensen (CDU). Nachdem Jensen bei der Landtagswahl 2012 ein Direktmandat im Landtagswahlkreis Nordfriesland-Süd errungen hatte, übernahm wieder Jürgen Feddersen das Amt des Bürgermeisters. Für die Wahlperiode 2018–2023 wurde von der Gemeindevertretung Norbert Nieszery, früherer Fraktionsvorsitzender der SPD im Landtag von Mecklenburg-Vorpommern, zum Bürgermeister gewählt. Er trat jedoch mit Wirkung vom 17. Mai 2020 zurück. Ihm folgte kommissarisch der bisherige stellvertretende Bürgermeister Martin Jansen.
Seit dem 18. Juni 2020 ist Astrid Korth-Hansen (parteiloses Mitglied der SPD-Fraktion) Bürgermeisterin.

### Verwaltung
In Tammensiel befand sich bis Ende 2007 das Gebäude und der Dienstsitz der Amtsverwaltung des Amtes Pellworm (Gemeinden Gröde, Hooge, Langeneß und Pellworm). Seit dem 1. Januar 2008 wird das Amt und damit auch die Gemeinde im Rahmen einer Verwaltungsgemeinschaft durch die Stadt Husum verwaltet. In Tammensiel befindet sich eine Außenstelle der Verwaltung.

### Wappen
Blasonierung: „In Silber eine von drei schwarzen Möwen begleitete rote Kirchturmruine über blau-silbernen Wellen in dem durch einen grünen Balken nach oben begrenzten Schildfuß.“

## Persönlichkeiten
- Diana von Reventlow-Criminil (1863–1953), genannt die Hallig-Gräfin, verbrachte die Sommer ihrer zweiten Lebenshälfte auf der zu Pellworm gehörenden Hallig Südfall
- Martin Jansen (* 1944), Chemiker, wurde auf Pellworm geboren
- Detlef Petersen (* 1950), Musiker und Komponist, wurde auf Pellworm geboren